# Корчано-Пиђе (Перуђа)
Корчано-Пиђе је насеље у Италији у округу Перуђа, региону Умбрија.
Према процени из 2011. у насељу је живело 515 становника. Насеље се налази на надморској висини од 220 м.